# THE JIVES
『THE JIVES』（ザ・ジャイブス）は2014年に日本で結成された男性2人組によるロックンロールバンド。

## メンバー
- ヤマダ コウヘイ（やまだ こうへい、1993年7月13日 - ）ボーカル・ギター

栃木県出身。
・リードボーカルであり、メインソングライター。
・サングラスがトレードマーク。
・香港にて行われた「HongKong Asia Youth Pacific Band Competition 2016」にてTHE BEST VOCALISTを受賞
- ナガシマ タクロウ（ながしま たくろう、1994年7月27日 - ）ドラム

東京都葛飾区出身。
・音楽学校MASERHOUS 卒業
・ドラムを渡辺豊に師事。

## 略歴
2013年
- 栃木にて、ミヤグニ(Ba)とヤマダ(Vo/Gu)により、THE JIVESの前身となる「the Jive Walks」を結成。

2014年
- 栃木から東京に拠点を移す。タカミヤ(Gu)が正式加入。

- 8月、タカミヤの提案によりバンド名を「THE JIVES」へと変更し同月31日、渋谷CLUB CRAWLにて初ライブ。

2015年
- 2月27日、下北沢屋根裏にてライブ。また、初のデモ音源「GREATEST STUDIO HITS」を無料配布。
- 5月17日、1st Single「Sea Night Date」をUSED GIRL RECORDSからリリース。同日、下北沢ろくでもない夜にて、シングルリリースパーティー「THE JIVE NIGHT "Hey,Fish!"」を開催。

※この日から同会場にて、月に一度「THE JIVE NIGHT」が開催されるようになる。
- 9月4日、台湾最大級の音楽フェス「Rock in Taichung 2015」の特別有料ステージ"方舟舞台"(TADA Ark)に出演。
- 11月1日、下北沢CAVE-BEにてライブ。この日、サポートメンバーであったタカシマが正式加入。

2016年
- 5月22日、1st EP「Hey,Fish!」のリリースパーティー「THE JIVE NIGHT "Fish Prom"」(下北沢ろくでもない夜)を開催、同作品を会場にて先行発売。
- 6月1日、1st EP「Hey,Fish!」をJBET RECORDSからリリース。
- 7月15日、台湾のバンドP!SCO主催のAsia Series 2016に出演。[2]
- 7月17日、台湾の音楽フェス、Wake Up Festival 2016に出演。[2]
- 8月20日、SUMMER SONIC 2016、GREEN FIELDに出演。[3]
- 12月、香港にて行われた「HongKong Asia Youth Pacific Band Competition 2016」に出場。最優秀バンド賞を獲得。また、ヤマダ(Vo/Gu)はTHE BEST VOCALISTを受賞している。[4]

2017年
- 4月4日、高田馬場に「THE JIVE BASE」と銘打ったカフェバーをオープン。
- 5月26日、1st ALBUM「Fingernize」のリリースパーティー「THE JIVE NIGHT "YOUR BEAT"」(下北沢ろくでもない夜)を開催、同作品を会場にて先行発売。
- 6月7日、1st ALBUM「Fingernize」をTHE JIVE RECORDSから全国リリース。
- 7月7日、台湾のバンドP!SCO主催のAsia Series 2017に出演。[2]
- 7月9日、台湾の音楽フェス、Wake Up Festival 2017に出演。[2]
- 8月25日、下北沢ろくでもない夜にて開催されたTHE JIVE NIGHTをもってタカシマ(Dr)が脱退。[4]
- 10月23日、カフェバー高田馬場THE JIVE BASEが台風21号の影響により一時閉店。[5]

2018年
- 1月19日のTHE JIVE NIGHTにて、2017年10月ごろからサポートメンバーとして活動していたナガシマ タクロウ(Dr)が正式メンバーとし加入したことがアナウンスされる。[6]

## ディスコグラフィ

### デモ
|     | リリース      | タイトル             |
| --- | ------------- | -------------------- |
| 1st | 2015年2月27日 | GREATEST STUDIO HITS |

### シングル
|     | リリース      | タイトル       |
| --- | ------------- | -------------- |
| 1st | 2015年5月17日 | Sea Night Date |

### E.P.
|     | リリース      | タイトル  |
| --- | ------------- | --------- |
| 1st | 2016年5月22日 | Hey,Fish! |

### アルバム
|     | リリース     | タイトル   |
| --- | ------------ | ---------- |
| 1st | 2017年6月7日 | Fingernize |

### DVD
|     | リリース   | タイトル                           |
| --- | ---------- | ---------------------------------- |
| 1st | 2015年[[]] | THE JIVES in Rock in Taichung 2015 |

|     | リリース   | タイトル                                               |
| --- | ---------- | ------------------------------------------------------ |
| 2nd | 2016年[[]] | THE JIVES in TAIWAN 2016 SNOKO/RIHATSU*2枚同時リリース |

## ミュージックビデオ
| 監督           | 曲名                                                       |
| Kenta Takamiya | 「Sea Night Date」                                         |
| Kenta Takamiya | 「Movie Starr」                                            |
| Kenta Takamiya | 「Money,Our Say」                                          |
| Kenta Takamiya | 「Hey,Fish!」                                              |
| Kenta Takamiya | 「Forget Me -SHOW MOVIE in TAIWAN 2015- Rock in Taichung」 |
| Kenta Takamiya | 「New York Buddy」                                         |
| Kenta Takamiya | 「I'm Crazy About You」                                    |
| Kenta Takamiya | 「Take My Naked」                                          |